# (58149) 1987 SX11
1987 أس أكس 11 (ويعرف أيضًا باسم (58149) 1987 أس أكس 11 وفق تسمية الكوكب الصغير) (بالإنجليزية: 1987 SX11)‏ هو كويكب ضمن حزام الكويكبات؛ وترتيبه 58149 من حيث الاكتشاف.
اكتُشف هذا الجُرم الفلكي بواسطة هنري ديبهون في 26 سبتمبر 1987.

## وصلات خارجية
- (58149) 1987 SX11 في قاعدة بيانات مختبر الدفع النفاث لأجرام النظام الشمسي الصغيرة

- الاكتشاف · مخطط المدار ·  العناصر المدارية · المعلمات المادية

- (58149) 1987 SX11 على موقع ويكي سكاي: DSS2, SDSS, GALEX, IRAS, Hydrogen α, X-Ray, Astrophoto, Sky Map, Articles and images